# Jorge Costa
Pour les articles homonymes, voir Costa.
Ne pas confondre avec Jorge Nuno Pinto da Costa (1937-2025), président du FC Porto.
Jorge Paulo Costa Almeida, dit Jorge Costa, né le 14 octobre 1971 à Porto (Portugal) et mort le 5 août 2025 dans la même ville, est un footballeur international portugais qui évolue au poste de défenseur central, reconverti en entraîneur. Il occupe le poste de directeur du football au FC Porto depuis l'élection de André Villas-Boas à la présidence du club en 2024.

## Biographie

### Carrière
Il est international portugais à 50 reprises entre 1992 et 2002 et a joué la Coupe du Monde 2002 (3 matchs) et le Championnat d'Europe des Nations en 2000 (5 matchs),.
Étant donné son parcours au FC Porto et son amour pour le club, il est resté avec Vitor Baia, un des plus grands chouchous du Stade du Dragão.
Le 9 novembre 2006, Jorge Costa est nommé entraîneur-adjoint du Sporting Braga. Le 19 février 2007, il devient l'entraîneur principal de cette même équipe avant d'être limogé le 30 octobre 2007.
Il est par la suite l'entraîneur du club portugais du SC Olhanense, avec lequel il remporte le Segunda Liga en 2009 et accède ainsi à l'élite portugaise.
Il est ensuite le successeur d'André Villas-Boas au poste d'entraîneur de l'Académica Coimbra.
Le 24 octobre 2012, il est nommé entraîneur de l'AEL Limassol. Moins d'un an après, il quitte son poste et devient entraîneur d'un autre club chypriote, l'Anorthosis Famagouste.
Le 26 février 2014, il est nommé entraîneur du FC Paços de Ferreira, signant ainsi son retour au Portugal, plus de trois ans après avoir quitté Coimbra.
Le 22 novembre 2017, il est nommé entraîneur du Tours FC avec un contrat de 2 ans, avant de quitter son poste en mai 2018 à la suite de la relégation du club en National.

### Décès
Le 5 août 2025, alors qu'il assiste à un entraînement de l'équipe du FC Porto, il est pris de malaise cardiaque ; il est emmené à l'hôpital São João, à Porto, où il meurt en début d'après-midi,,.

## Palmarès

### En club
- Vainqueur de la Coupe intercontinentale 2004 avec le FC Porto.
- Vainqueur de la Ligue des Champions en 2004 avec le FC Porto.
- Vainqueur de la Coupe de l'UEFA en 2003 avec le FC Porto.
- Champion du Portugal en 1993, en 1995, en 1996, en 1997, en 1998, en 1999, en 2003 et 2004 avec le FC Porto.
- Vainqueur de la Coupe du Portugal en 1994, en 1998, en 2000, en 2001 et en 2003 avec le FC Porto.
- Vainqueur de la Supercoupe du Portugal en 1990, en 1991, en 1993, en 1994, en 1996, en 1998, en 1999, en 2003 et en 2004 avec le FC Porto.
- Finaliste de la Supercoupe de l'UEFA en 2003 et en 2004 avec le FC Porto.

### En sélection nationale
- 50 sélections et 2 buts entre 1992 et 2002.
- Vainqueur de la Coupe du Monde des moins de 20 ans en 1991.
- Vice-champion d'Europe Espoirs en 1994.
- Participation au Championnat d'Europe des Nations en 2000 (1/2 finaliste).
- Participation à la Coupe du Monde en 2002 (Premier Tour).